# Gustavo Roldán
Gustavo Ariel Rosemffet Abramovich (Argentina, Buenos Aires, 13 de juliol de 1963), conegut pel seu nom artístic Gusti, és un il·lustrador argentí que viu actualment a la ciutat de Barcelona. Va estudiar a l'escola d'art de Fernando Feder de Buenos Aires, on va obtenir el títol de tècnic en disseny i promoció publicitària.
Les seves primeres passes professionals el van vincular amb el món de l'animació: durant tres anys va treballar a l'Estudi Catú Cine Animación, on va realitzar curtsmetratges publicitaris, i també als estudis de dibuixos animats Hanna Barbera, on va col·laborar fins a l'any 1985. Després d'aquesta primera etapa, l'any 1986 va iniciar una altra etapa centrada ja de ple en el món de la il·lustració infantil i juvenil, i que va coincidir amb un viatge i trasllat de residència a Europa; primer va passar una temporada a París, després a Madrid i, finalment, va decidir establir-se a Barcelona.

## Premis i reconeixements
- 1988 – Premio Austral Infantil per Un cabello azul (Espasa Calpe)
- 1989 – Poma d'or, a la XI Bienal d'Il·lustració de Bratislava per Pip i el color blau
- 1989 – Premi Apel·les Mestres per Carn i ungla (Editorial Destino)
- 1990 – Premio Nacional de Ilustración per El pirata valent (Editorial Cruïlla)
- 1991 – Premio Lazarillo per La pequeña Wu-Li (Ediciones SM)
- 1992 – Diploma d'Honor V Premi Internacional Catalonia
- 1994 – Diploma d'Honor Premi Iberoamericà d'Il·lustració IBBY (Sevilla)
- 2003 – Segon Premi del Nacional de Ilustración per La bella durmiente (Círculo de Lectores)
- 2005 – Premi al millor àlbum il·lustrat al Saló del Llibre de Mèxic per La mosca (Serres)
- 2006 – Premi Il·lustració de l'Hospital de Sant Joan de Déu per El nen gris (La Galera)
- 2007 – Premi Serra d'Or (categoria infantil) per El nen gris (La Galera)
- 2007 – Premi Junceda (categoria de llibre infantil de ficció) per El nen gris (La Galera)
- 2010 – Seleccionat per l'IBBY (Espanya)per L'elefant encadenat (Serres)
- 2010 – Seleccionat pel Banc del Llibre de Veneçuela com a millor llibre de l'any per Mi papá estuvo en la selva (Pequeño Editor)
- 2015 – Premi Junceda (categoria llibre d'adult ficció) per Mallko y papá (Océano Travesía)
- 2015 – Premi Alija (categoria d'il·lustració) per La canción de las pulgas
- 2016 – Premi Fira de Bolonya (categoria de llibre sobre discapacitat) per Mallko y papá (Océano Travesía)
- 2016 – Menció a la llista The White Ravens per Tengo unos pies perfectos (Kalandraka)